# Ceylon

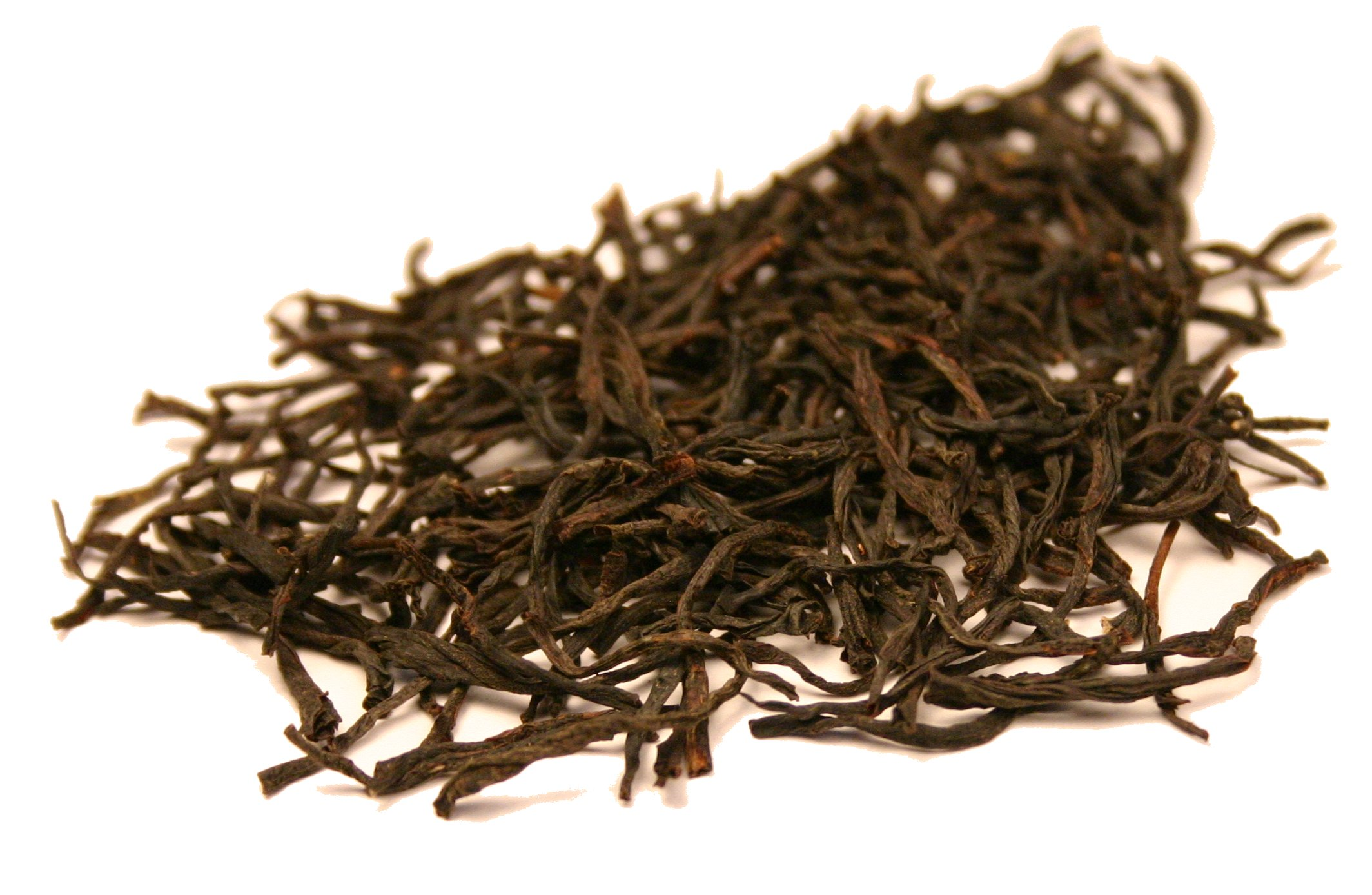
Herbata cejlońska

Ceylon (herbata cejlońska) – rodzaj herbaty, produkowany na Sri Lance. Jest to herbata czarna, w pełni sfermentowana. Najlepsze jej zbiory datowane są na luty, marzec, sierpień i wrzesień, jednakże zbierana jest ona przez cały rok.
Herbata cejlońska charakteryzuje się pełnym, wyrazistym smakiem i czerwono-brązowym kolorem. Jest to gatunek najbardziej zbliżony do tego, co w Europie i Ameryce zwykło się uważać ogólnie za herbatę.
Zaparza się ją poprzez zalanie gotującą się wodą i odczekanie 2–3 minut.
Proces produkcji herbaty jest podobny niemalże na całej wyspie. Przeprowadza się go według schematu: 
- zbiór herbaty – najlepszej jakości herbata produkowana jest z dwóch pierwszych liści i pączka;
- więdnięcie liści – proces, mający na celu pozbycie się nadmiaru wody z liści;
- rolowanie – rozgrzane podczas skręcania liście zaczynają proces oksydacji;
- przesiew – wstępna selekcja i studzenie liści;
- oksydacja – niemal stuprocentowa - sprawia, że produktem jest herbata czarna;
- suszenie – zatrzymanie procesu oksydacji poprzez podgrzanie do temperatury około 90–95ºC;
- sortowanie – selekcja liści i rozdzielanie ich pod względem wielkości liścia;
- oczyszczanie – usuwanie wszelkiego rodzaju zanieczyszczeń oraz łodyg;
- ocena sensoryczna – herbata parzona według standardu ISO 3103, daje pewność co do jakości produktu;
- pakowanie – gotowy susz umieszczany jest w papierowych workach, wyłożony folią aluminiową, która zapobiega przedostawaniu się światła i wilgoci do opakowania.